# 2. česká národní hokejová liga 1983/1984
2. česká národní hokejová liga 1983/1984 byla 7. ročníkem jedné ze skupin československé třetí nejvyšší hokejové soutěže, druhou nejvyšší samostatnou v rámci České socialistické republiky. K obnovení soutěže došlo po 4 ročnících, během nichž fungovala rozšířená Česká národní hokejová liga a pod ní rovnou krajské přebory.

## Systém soutěže
24 týmů bylo rozděleno do tří osmičlenných regionálních skupin. Ve skupinách se všech 8 klubů utkalo čtyřkolově každý s každým (celkem 28 kol). Vítězové všech tří skupin postoupily do finálové skupiny, ve které se utkaly dvoukolově každý s každým (celkem 4 kola). Vítězný tým postoupil do dalšího ročníku 1. ČNHL.
Týmy na posledních místech každé skupiny sestoupily do krajských přeborů.

## Základní část

### Skupina A
| Poř. | Tým                       | Z  | V  | R | P  | VB  | OB  | B  |
| ---- | ------------------------- | -- | -- | - | -- | --- | --- | -- |
| 1.   | TJ Stadion PS Liberec     | 28 | 21 | 2 | 5  | 156 | 82  | 44 |
| 2.   | TJ Baník Sokolov          | 28 | 18 | 4 | 6  | 134 | 81  | 40 |
| 3.   | VTJ Litoměřice            | 28 | 18 | 3 | 7  | 146 | 105 | 39 |
| 4.   | TJ DP I. ČLTK Praha       | 28 | 12 | 1 | 15 | 114 | 117 | 25 |
| 5.   | TJ Uhelné sklady Praha    | 28 | 9  | 6 | 13 | 80  | 86  | 24 |
| 6.   | TJ Slavia PS Karlovy Vary | 28 | 9  | 3 | 16 | 99  | 117 | 21 |
| 7.   | TJ Konstruktiva Praha     | 28 | 7  | 2 | 19 | 74  | 137 | 16 |
| 8.   | TJ Baník SHD Most         | 28 | 6  | 3 | 19 | 86  | 164 | 15 |

### Skupina B
| Poř. | Tým                 | Z  | V  | R | P  | VB  | OB  | B  |
| ---- | ------------------- | -- | -- | - | -- | --- | --- | -- |
| 1.   | ASD Dukla Jihlava B | 28 | 18 | 3 | 7  | 150 | 81  | 39 |
| 2.   | TJ ZVVZ Milevsko    | 28 | 18 | 2 | 8  | 131 | 85  | 38 |
| 3.   | TJ Jitex Písek      | 28 | 16 | 4 | 8  | 100 | 93  | 36 |
| 4.   | VTJ Příbram         | 28 | 15 | 4 | 9  | 124 | 88  | 34 |
| 5.   | VTJ Tábor           | 28 | 15 | 4 | 9  | 123 | 96  | 34 |
| 6.   | TJ Baník Příbram    | 28 | 12 | 1 | 15 | 103 | 130 | 25 |
| 7.   | VTJ Mělník          | 28 | 5  | 2 | 21 | 87  | 146 | 12 |
| 8.   | VTJ Sušice          | 28 | 3  | 0 | 25 | 62  | 161 | 6  |

ASD Dukla Jihlava B hrál svá domácí utkání v Písku.

### Skupina C
| Poř. | Tým                              | Z  | V  | R | P  | VB  | OB  | B  |
| ---- | -------------------------------- | -- | -- | - | -- | --- | --- | -- |
| 1.   | TJ TŽ VŘSR Třinec                | 28 | 20 | 3 | 5  | 180 | 102 | 43 |
| 2.   | TJ Prostějov                     | 28 | 18 | 4 | 6  | 147 | 85  | 40 |
| 3.   | TJ Elitex Třebíč                 | 28 | 16 | 3 | 9  | 147 | 99  | 35 |
| 4.   | TJ Tesla Kolín                   | 28 | 14 | 2 | 12 | 90  | 102 | 30 |
| 5.   | TJ AZ Havířov                    | 28 | 12 | 5 | 11 | 104 | 90  | 29 |
| 6.   | TJ Žďas Žďár nad Sázavou         | 28 | 11 | 3 | 14 | 120 | 137 | 25 |
| 7.   | VTJ VVŠ PV Vyškov                | 28 | 8  | 0 | 20 | 86  | 134 | 16 |
| 8.   | TJ Spartak Nové Město nad Metují | 28 | 3  | 0 | 25 | 53  | 178 | 6  |

Týmy TJ Baník SHD Most, VTJ Sušice a TJ Spartak Nové Město nad Metují sestoupily do krajských přeborů. Nahradily je kluby, jež uspěly v kvalifikaci TJ ČKD Slaný, TJ Škoda Rokycany a TJ Tatra Kopřivnice.

## Finále
| Poř. | Tým                   | Z | V | R | P | VB | OB | B |
| ---- | --------------------- | - | - | - | - | -- | -- | - |
| 1.   | ASD Dukla Jihlava B   | 4 | 3 | 0 | 1 | 22 | 15 | 6 |
| 2.   | TJ Stadion PS Liberec | 4 | 3 | 0 | 1 | 21 | 15 | 6 |
| 3.   | TJ TŽ VŘSR Třinec     | 4 | 0 | 0 | 4 | 14 | 27 | 0 |

Tým ASD Dukla Jihlava B postoupil do dalšího ročníku 1. ČNHL. Nahradil ho sestupující tým TJ VTŽ Chomutov.